# Pareidolia

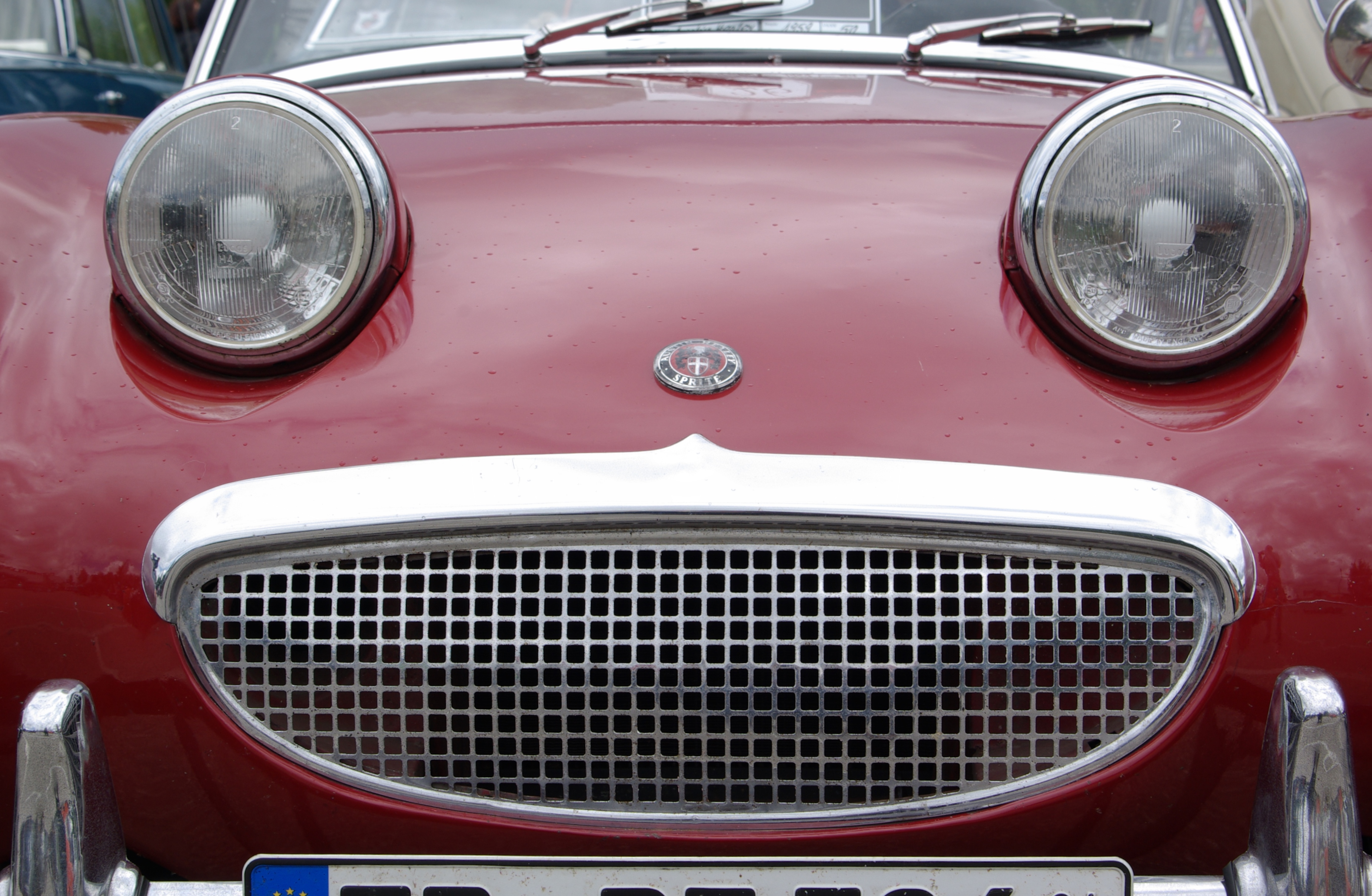
Przykład pareidolii: twarz widoczna z przodu samochodu Austin-Healey Sprite Mk I

Pareidolia – zjawisko dopatrywania się znanych kształtów w przypadkowych szczegółach, czemu towarzyszy poczucie nierzeczywistego charakteru owych spostrzeżeń (co odróżnia je od iluzji), przeważnie pojawiające się przy pełnej świadomości.
Znanymi przykładami pareidolii są: dopatrywanie się przez wiele osób wizerunku diabła we włosach królowej Elżbiety II na portrecie znajdującym się na kanadyjskich banknotach z 1954 roku oraz na kilku zdjęciach przedstawiających dym wydobywający się z płonącego budynku World Trade Center, a także dostrzeganie rzeźby twarzy w fotografii jednego z wypiętrzeń o rozmiarze 1,5 × 3 km na Marsie.
Częstym źródłem pareidolii jest obserwacja chmury, która dla oglądającego przypomina kształtem postacie ludzi, zwierząt itp. czy dostrzeżenie w dwóch symetrycznych, okrągłych obiektach oczu. Pareidolia to także nadinterpretacja fenomenów dźwiękowych, np. dopatrywanie się sensu w piosence puszczonej „od tyłu”. Praktycznym wykorzystaniem pareidolii jest test Rorschacha, polegający na interpretowaniu przez badanego nieforemnych, symetrycznych plam.

## Galeria

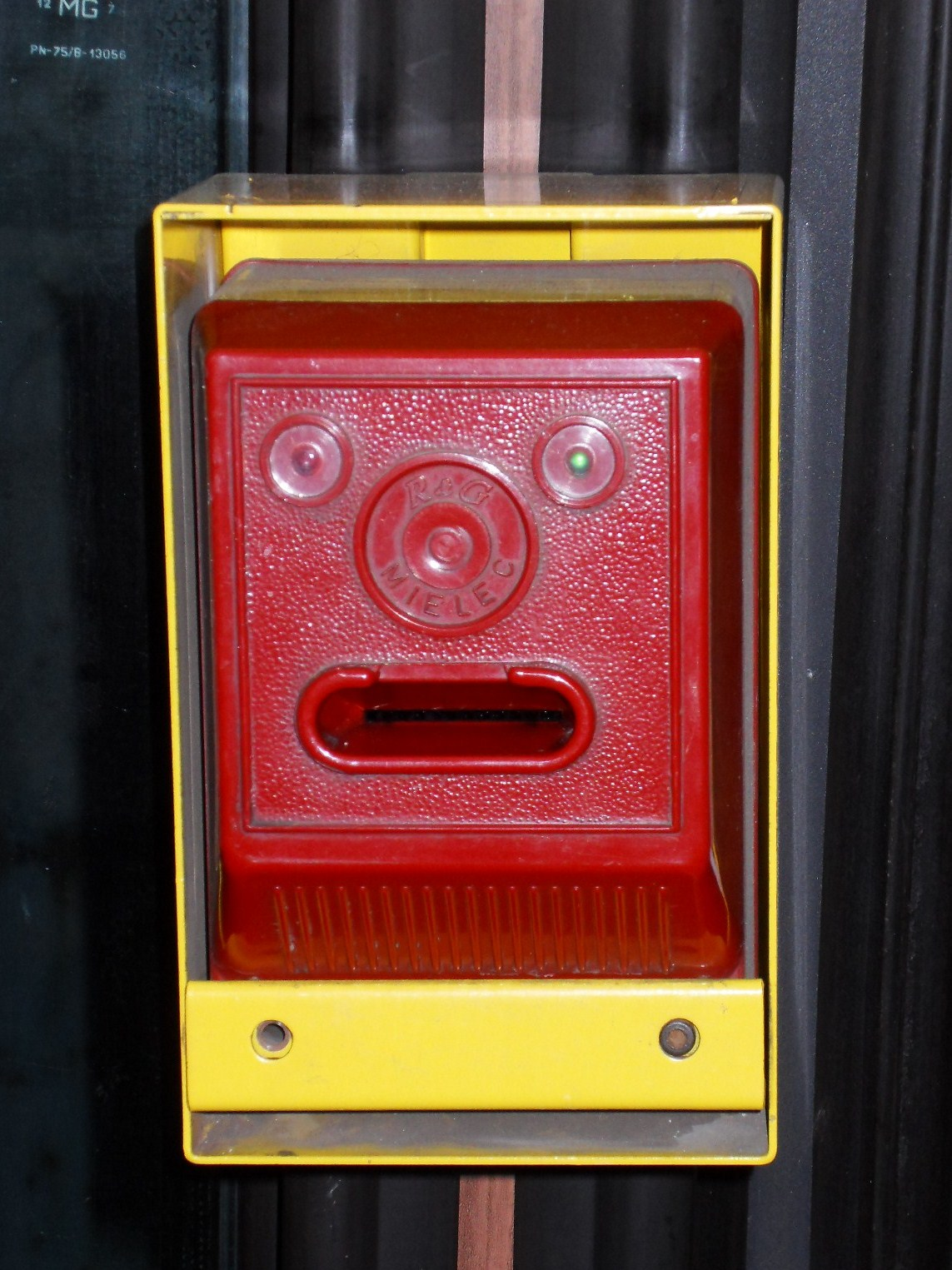
Elementy gdańskiego kasownika biletów tworzące kształt twarzy
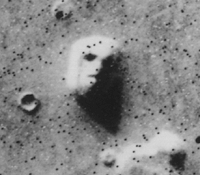
Marsjańska Twarz będąca przykładem pareidolii
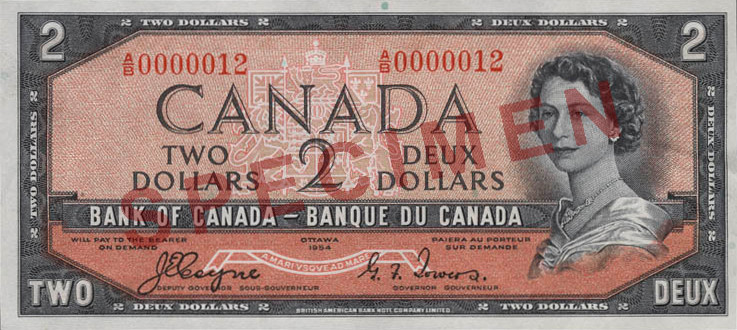
Banknot, na którym rzekomo można dopatrzyć się twarzy diabła we włosach królowej
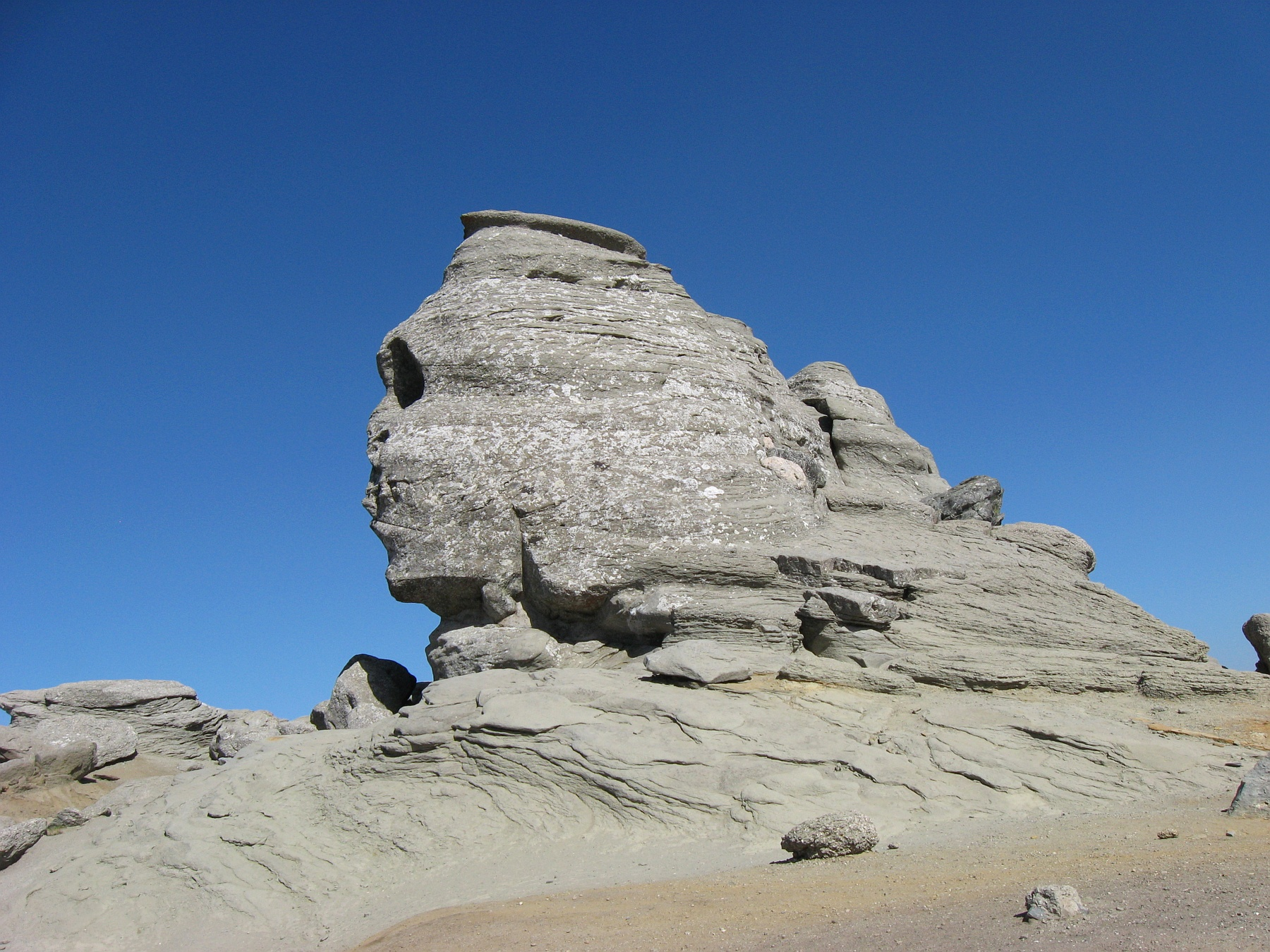
Naturalna formacja skalna znana jako Sfinks
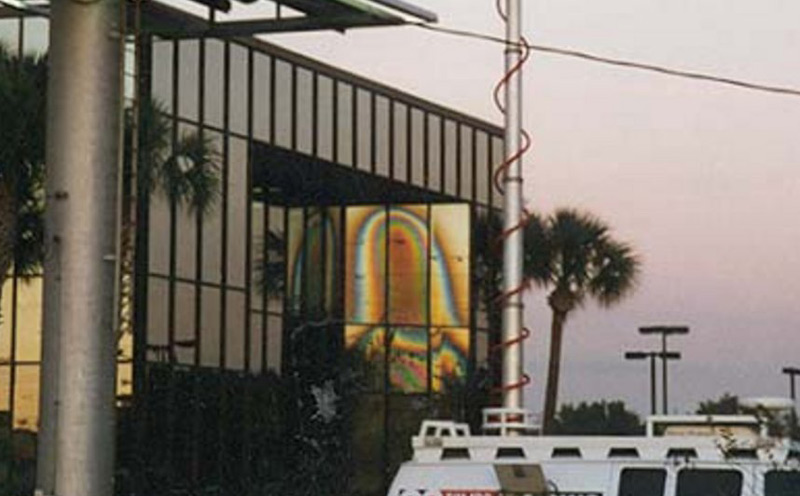
Zdjęcie fasady budynku w Clearwater, w którym niektórzy dopatrują się wizerunku Matki Boskiej
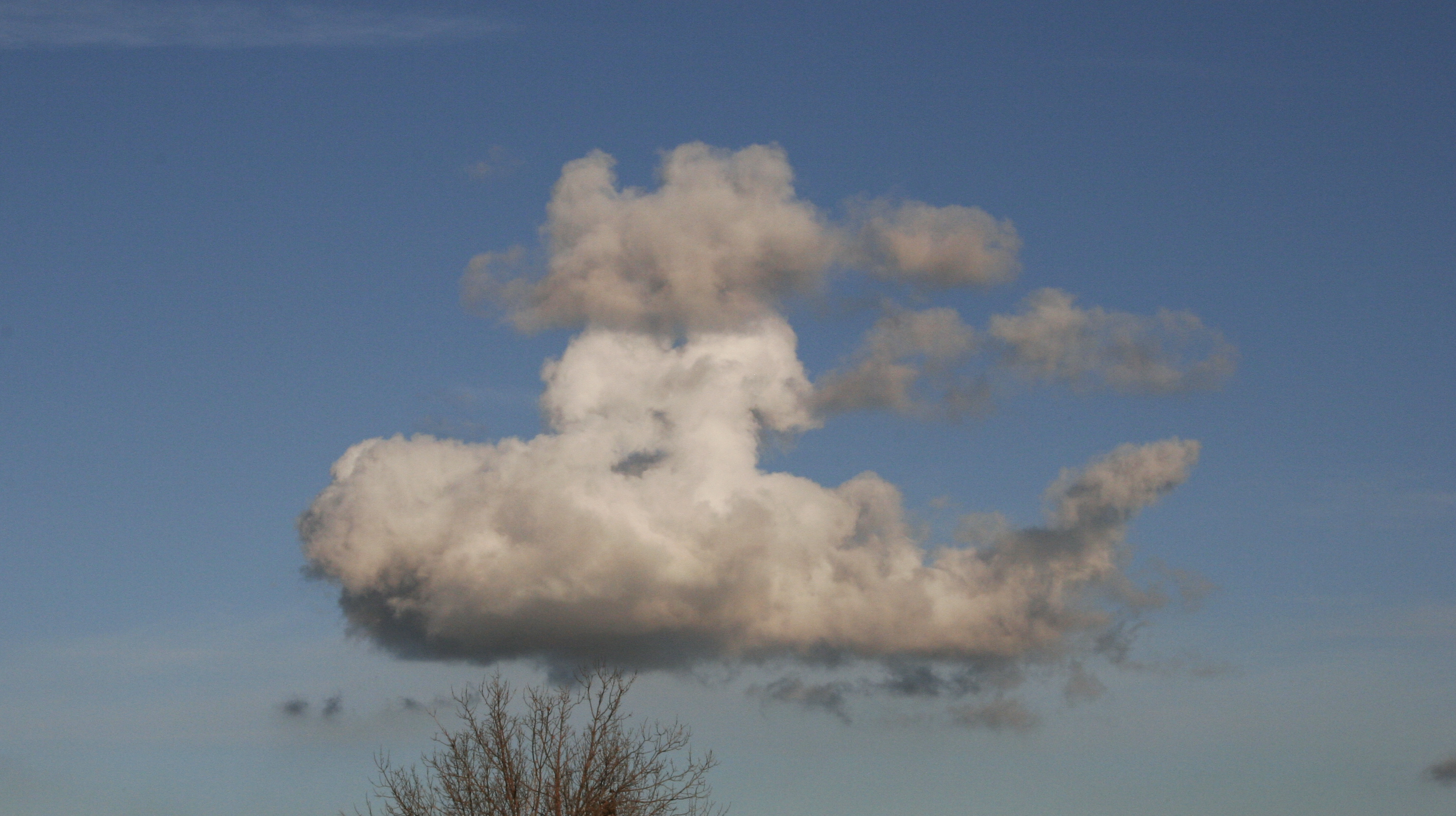
Chmury przypominające kształtem łódź podwodną
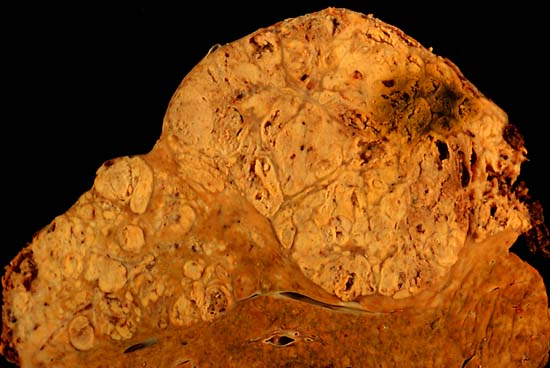
Rak wątrobowokomórkowy. Widać profil twarzy zwrócony w prawą stronę.